# Eternal Hails......
Eternal Hails...... osamnaesti je studijski album norveškog black metal-sastava Darkthrone. Diskografska kuća Peaceville Records objavila ga je 25. lipnja 2021.

## Naslovnica
Na naslovnici se nalazi slika Pluton i Haron britanskog umjetnika Davida A. Hardyja.

## Popis pjesama
Tekstovi: Fenriz. 
| 1.    | »His Master's Voice«            | Nocturno Culto | 7:17  |
| 2.    | »Hate Cloak«                    | Fenriz         | 9:16  |
| 3.    | »Wake of the Awakened«          | Nocturno Culto | 8:24  |
| 4.    | »Voyage to a North Pole Adrift« | Nocturno Culto | 10:01 |
| 5.    | »Lost Arcane City of Uppåkra«   | Fenriz         | 7:02  |
| 42:00 |                                 |                |       |

## Recenzije
| Recenzije     | Recenzije |
| Izvor         | Ocjena    |
| ------------- | --------- |
| AllMusic      | [ 3 ]     |
| Blabbermouth  | 7/10      |
| Sputnikmusic  | 4,2/5     |
| Wall of Sound | 8/10      |

Dobio je uglavnom pozitivne kritike. Jay H. Gorania dao mu je sedam bodova od njih deset u recenziji za Blabbermouth napisavši: „DARKTHRONE na posljednjem uratku i dalje podriguje zrak iz dubine svojih prljavih, staromodnih, norveških black metal-pluća te pritom usvaja ključne osobine epskog heavy metala i doom metala.” Međutim, dodao je da, premda je riječ o „zabavnom dark metal-albumu [čije su pjesme] nadahnute epskim doomom i tradicionalnim heavy metalom, DARKTHRONE, nažalost, ne stvara takve hipnotičke albume iz davnine.”
U recenziji za Sputnikmusic Robert Garland dao mu je 4,2 boda od njih pet izjavivši da je Darkthrone „i dalje uzbudljiv, smisao za staromodni [metal] pršti iz njega, a njegova je autentičnost raskošna”, ali da pjesmama „nedostaje dosta jasne raznolikosti”. Sean Fabre-Simmonds dao mu je 8 od 10 bodova u recenziji za Wall of Sound zaključivši: „Ako očekujete album nedvosmislena black metala poput onih iz Darkthroneova zloglasna razdoblja iz ranih devedesetih, to možda nije album za vas, ali ako želite zloslutne i epske [pjesme] bogate rifovima svirane u izravnu, staromodnu, heavy metal-stilu, to je album koji ste čekali.”

## Zasluge
| Darkthrone - Nocturno Culto – gitara, bas-gitara, vokal; melotron (na pjesmi „His Master's Voice”); Moogov sintesajzer (na pjesmi „Wake of the Awakened”); produkcija - Gylve Fenris ~Mohawkwind~ Nagell – bubnjevi; Moogov sintesajzer (na pjesmi „Lost Arcane City of Uppåkra”); produkcija | Dodatni glazbenici - The Cunt Negroni – dodatni Moogov sintesajzer (na pjesmi „Lost Arcane City of Uppåkra”) Ostalo osoblje - Ole Øvstedal – snimanje, miksanje, produkcija - Silje Høgevold – snimanje, miksanje, produkcija - David A. Hardy – naslovnica - Matthew Vickerstaff – omot albuma |

## Ljestvice
| Ljestvica (2021.)  | Najviša pozicija |
| ------------------ | ---------------- |
| Austrija           | 47.              |
| Belgija (Valonija) | 160.             |
| Finska             | 9.               |
| Norveška           | 31.              |
| Njemačka           | 5.               |
| Švicarska          | 35.              |